# Бостон Биконс
«Бостон Биконс» (англ. Boston Beacons) — прекративший существование американский футбольный клуб из Бостона. Появился в результате реорганизации и смены названия клуба «Бостон Роверс». В 1968 году команда отыграла один сезон в Североамериканской футбольной лиге (САФЛ).

## История
В конце 1967 года руководство Объединённой футбольной ассоциации и Национальной профессиональной футбольной лиги договорились о слиянии. Клуб ОФА «Бостон Роверс» стал членом объединённой лиги, но сменил название на «Бостон Биконс». Поскольку «Бостон Роверс» представляли собой команду «Шемрок Роверс», «импортированную» на время летнего перерыва, состав клуба также претерпел значительные изменения по сравнению с предыдущим годом.
Тренировал команду англичанин Джек Мэнселл. По итогам сезона «Биконс» заняли последнее, 5-е место в Атлантическом дивизионе. Команда одержала 9 побед, 6 матчей сыграла вничью и потерпела 17 поражений; разница мячей 51 — 69. Лучшим бомбардиром клуба стал Эрик Дюреборг, забивший 13 мячей в 29 матчах. Средняя посещаемость домашних матчей составила 4004 зрителя, что было худшим показателем в дивизионе.
Некоторые статистические показатели команды стали одними из худших в истории САФЛ: по наименьшему среднему числу голов за игру (1,43) «Бостон Биконс» занимают 5-е место, по наибольшему среднему числу пропущенных голов за игру команда также 5-я (2,16). По окончании сезона-1968 клуб прекратил существование.

## Известные игроки
В список включены футболисты, выступавшие за национальные сборные своих стран
- Орест Банах
- Хеннинг Боэль
- Чарли Маккалли
- Падди Маллиган
- Владимир Тарнавский